# Leptochilus lanceolatus
Leptochilus lanceolatus är en stensöteväxtart som beskrevs av Fée. Leptochilus lanceolatus ingår i släktet Leptochilus och familjen Polypodiaceae. Inga underarter finns listade.